# 1772
1772. је била проста година.

## Догађаји

### Мај
- Википедија:Непознат датум — Савез Ватауга формиран у источном Тенесију.

### Август
- 5. август — Почела Прва подела Пољско-литванске заједнице.
- 12. август — Дошло до ерупције и делимичног колапса вулкана Маунт Папандајан на Западној Јави. Лавина камења убила хиљаде људи.[1]

## Рођења

### Април
- 5. април — Доменико Пучини, италијански композитор
- 7. април — Шарл Фурије, француски филозоф

### Мај
- 9. септембар — Јоаким Вујић, српски писац и глумац

## Смрти
- 21. март — Александар Кокоринов, руски архитекта и професор